# Trichocerca heterodactyla
Trichocerca heterodactyla är en hjuldjursart som först beskrevs av Tschugunoff 1921.  Trichocerca heterodactyla ingår i släktet Trichocerca och familjen Trichocercidae. Inga underarter finns listade i Catalogue of Life.